# Linia rozgraniczenia

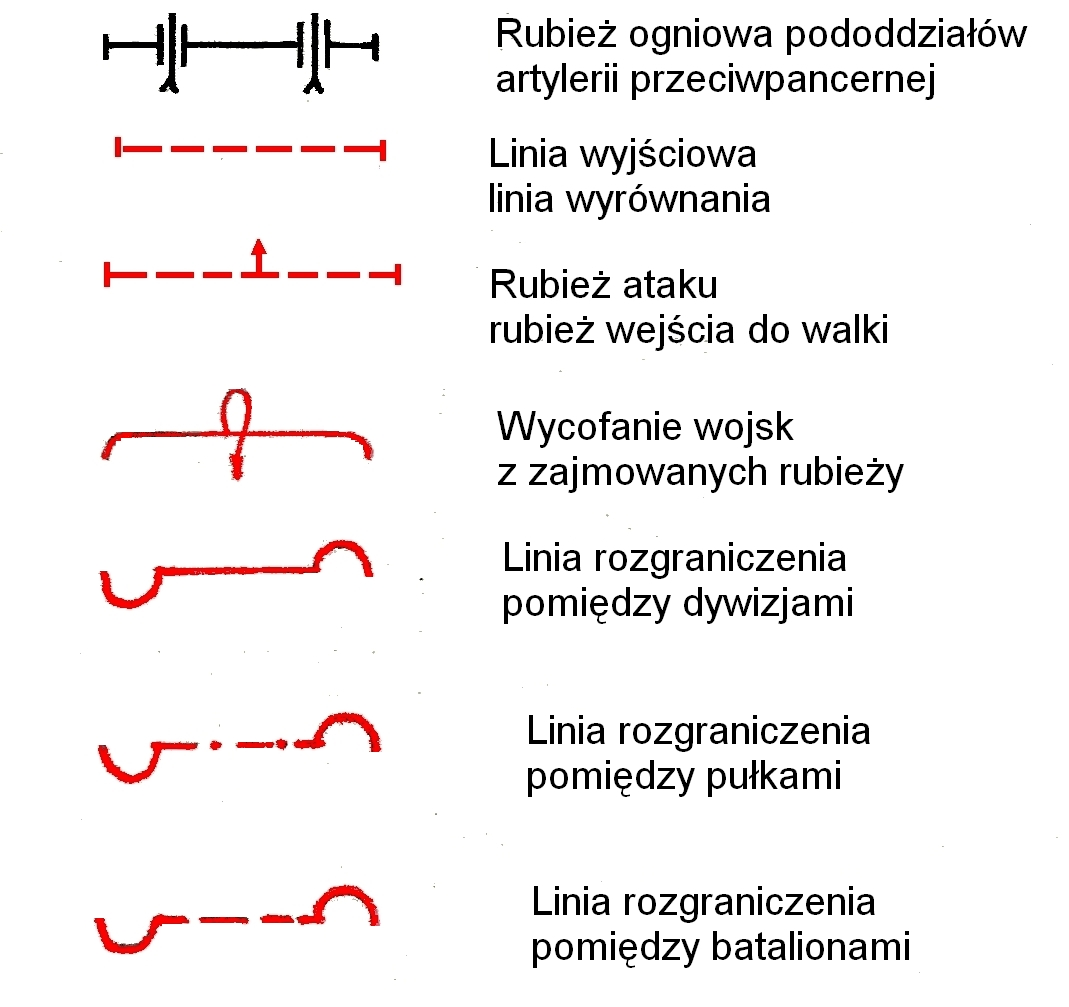
Symbole linii rozgraniczenia w Układzie Warszawskim (3 ostatnie)

Linia rozgraniczenia – w sztuce wojennej umownie ustalona na mapie lub w terenie linia, oddzielająca pasy lub rejony działania sąsiednich pododdziałów, oddziałów lub związków wojsk lądowych. Przebieg linii rozgraniczenia jest określany przez dowódcę (przełożonego) w rozkazie lub meldunku bojowym i przedstawiany na mapie w postaci znaku taktycznego.
Linia rozgraniczenia w Straży Granicznej (SG) stosowana jest przy rozgraniczeniu: oddziałów SG, granicznych jednostek organizacyjnych SG, pododdziałów odwodowych SG, pomiędzy rejonami jednostek pływających SG, rejonów, które przydziela się funkcjonariuszom wykonującym czynności operacyjno-rozpoznawcze. Przebieg linii rozgraniczenia opisuje się punktami terenowymi (granicami administracyjnymi) od granicy państwowej – w głąb kraju. Wyłączność danego punktu opisuje się, przed jego nazwą, skrótem „wył.”.